# Tanaboon Kesarat
Tanaboon Kesarat (en tailandés: ธนบูรณ์ เกษารัตน์, Samut Prakan, Tailandia, 21 de septiembre de 1993) es un futbolista de Tailandia que juega en las posiciones de defensa central y centrocampista; y es hermano del también futbolista Somjets Kesarat. Desde 2019 juega con el Port FC de la Liga de Tailandia.

## Carrera

### Club
| Periodo   | Club                         | Apariciones | Goles |
| --------- | ---------------------------- | ----------- | ----- |
| 2011      | Bangkok FC                   | 21          | 0     |
| 2012–2016 | BEC Tero Sasana              | 90          | 0     |
| 2012      | → RBAC FC (cedido)           | 19          | 5     |
| 2016      | → Muangthong United (cedido) | 18          | 2     |
| 2016      | Muangthong United            | 11          | 0     |
| 2017–2018 | Chiangrai United             | 22          | 1     |
| 2018–2019 | BG Pathum United             | 22          | 0     |
| 2019-     | Port FC                      | 83          | 1     |

### Selección nacional
Jugó para la selección juvenil en 11 ocasiones de 2011 a 2012 y anotó dos goles. Con la selección olímpica jugó en 21 ocasiones de 2013 a 2016 y anotó un gol, participó en los Juegos Asiáticos de 2014 y ganó dos medallas de oro en los Juegos del Sudeste Asiático.
Con la selección mayor jugó en 55 ocasiones de 2013 a 2022 y anotó un gol el 29 de noviembre de 2014 en la victoria por 4-0 ante Birmania en Singapur por la Copa Suzuki AFF 2014. Ganó dos veces el Campeonato de la AFF y participó en la Copa Asiática 2019.

## Logros

### Club
- Thai League 1 (1): 2016
- Thai League Cup (1): 2014, 2016
- Thai FA Cup (1): 2017, 2019

### Selección nacional
- SEA Games: 2013, 2015
- AFF Championship: 2014, 2016
- King's Cup (2): 2016, 2017

### Individual
- Equipo Ideal del AFF Championship: 2014
- Jugador del mes de la Thai League 1: mayo de 2013, abril de 2016